# Schardorf
Schardorf ist eine Ortschaft der Stadtgemeinde Trofaiach in der Steiermark. Der Ort befindet sich nordwestlich von Gai, die zugehörige Katastralgemeinde reicht jedoch bis in das besiedelte Gebiet von Gai und Töllach. Schardorf liegt am Fuße des Reiting, dessen Hauptgipfel Gößeck ist die höchste Erhebung der Eisenerzer Alpen.
Bis 1939 hieß die Ortschaft Scharsdorf, am 9. Mai 1939 teilte die Landeshauptmannschaft Steiermark aber mit, dass der Ortsname nun Schardorf lautet. Der Grund dafür war die Errichtung der nationalsozialistischen Jugendherberge Rheinlandhaus, wobei die alte Ortsbezeichnung den Machthabern unpassend erschien.
Im Jahr 2018 wurde eine Freizeitanlage errichtet, die Fußball-, Beachvolley-, Basket- und Handballspielen ermöglicht und auch über einen Spielbereich für kleine Kinder verfügt.
Im Ortszentrum befindet sich das Gasthaus Reitingblick.